# Forum sur la coopération sino-africaine
Le Forum sur la coopération sino-africaine est un forum de discussion pour une plus grande coopération économique entre la Chine et l'Afrique.

Le FOCAC est une plateforme favorisant les relations entre les pays africains et la Chine. Selon le site officiel, le(s) FOCAC sont des : « conférence[s] qui [ont] pour buts de mener des consultations sur un pied d’égalité, d’approfondir la connaissance mutuelle, d’élargir les terrains d’entente, de renforcer l’amitié et de promouvoir la coopération ». Ces sommets, ou Conférences, réunissent : « les représentants de la Chine et des pays africains ayant des relations diplomatiques avec la Chine. Depuis, le FCSA s’est institutionnalisé progressivement pour devenir aujourd’hui une plateforme importante de dialogue collectif et un mécanisme efficace de coopération pragmatique entre la Chine et les pays africains amis et donner un bon exemple de la coopération Sud-Sud ». Depuis 2015, la Chine déploie aussi à l'égard de l'Afrique une stratégie numérique ambitieuse dans le cadre du FOCAC.

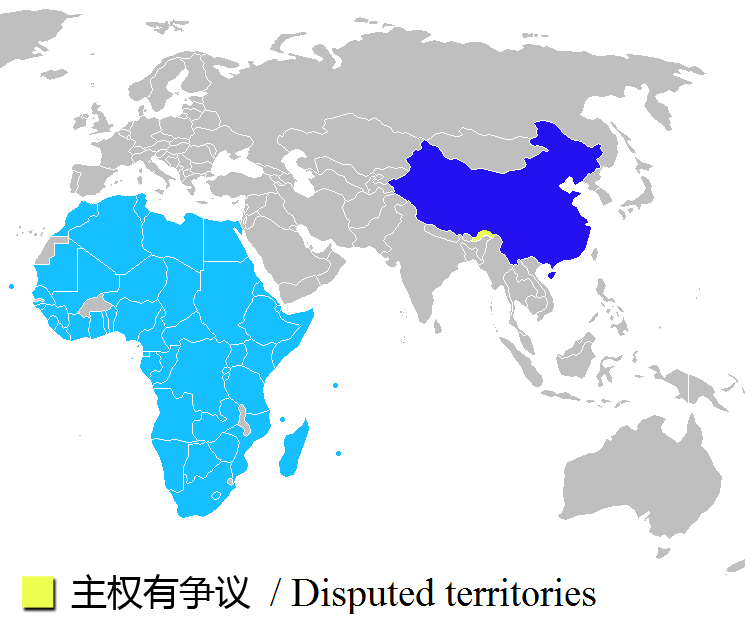
Carte des membres du FOCAC : Chine (bleu foncé), pays africains (bleu clair).

## Histoire
Les relations sino-africaines datent du voyage de découverte de l'amiral Zheng He sur la côte swahili en 1418. Ces relations commencent à évoluer  à partir de la deuxième moitié du 20e siècle. Les États africains et la République populaire de Chine  initient des engagements à la Conférence de Bandung de 1955 a après l'unanimité des pays participants sur la Déclaration de Bandung. En 1967, 13 missions chinoises sont activées sur le continent. De nombreux chefs d'État africains se rendent en Chine dans les années 1970 pour élargir leur coopération économique. En 1974, le nombre de missions chinoises passe à 30.
Entre 1968 et 1976, la République populaire de Chine finance la construction de la voie ferrée en Tanzanie à la suite du rejet de la demande du président Julius Nyer par les États occidentaux et l’ONU.
Après le gel diplomatique consécutif à la Révolution culturelle, la première visite présidentielle chinoise a lieu en 1986 et le commerce et les investissements s' accentuent pendant la récession économique des années 1980. La première réunion des dirigeants économiques sino-africains voit le jour le 3 août 1998 et se tient depuis deux fois par an.
Les principes des relations sino-africaines sont définies à travers des étapes suivantes : l’esprit de Bandung , les «cinq genres », définis par les quatre principes de la coopération sino-africaine établis par Zhao Zhiyang, et le principe d’une seule Chine.
La déclaration signée par les premiers ministres de Zhou En-laï et de Nehru à Delhi en 1954 aux principes de partenariat  ci-dessous: respect mutuel de l'intégrité territoriale et de la souveraineté de chacun, ingérence non réciproque, non-ingérence mutuelle dans les affaires intérieures de chacun, égalité des avantages mutuels et coexistence pacifique.
Les dix principes, adoptés à la clôture de la Conférence de Bandung en 1955, qui peuvent être considérés comme un précurseur du mouvement libéral , ont également été intégrés aux relations sino-africaines. Les dix principes sont les suivants :
- Respect des droits fondamentaux de l'homme ;
- Respect de la souveraineté et de l'intégrité territoriale de toutes les nations.
- Reconnaissance de l'égalité de toutes les races et de toutes les nations.
- Non-ingérence dans les affaires intérieures d'autres pays.
- Reconnaître le droit de chaque nation de se protéger, individuellement ou collectivement.S'abstenir de participer à des projets de défense collective qui servent les intérêts spécifiques de certaines grandes puissances ;
- S'abstenir d'exercer des pressions sur d'autres pouvoirs.
- S'abstenir d'agression, de menaces d'agression ou de recours à la violence contre l'intégrité territoriale ou l'indépendance politique d'autres pays.
- Régler tous les conflits internationaux par des moyens pacifiques... conformément à la Charte des Nations unies.
- Promouvoir les intérêts mutuels et la coopération.
- Respect du droit international et des obligations internationales.

En 1982, le Premier ministre chinois de l'époque, Li Peng, clarifie la politique de la Chine vis-à-vis de l'Afrique lors d'une tournée dans 11 États africains. Également appelés les quatre principes de la coopération sino-africaine, ces principes se concentrent sur ces valeurs :égalité et bénéfice mutuel, se concentrer sur les résultats pratiques, la variété des formes de coopération et le développement économique.
Les principes et considérations ci-dessus ont été incorporés dans le document " Politique de la Chine à l'égard de l'Afrique" publié par le ministère des Affaires étrangères de la République populaire de Chine le 12 janvier 2006, qui constitue le premier matériau complexe spécifique au continent africain.
Le préambule fait référence aux principes de Bandung, parmi lesquels la Chine, dans un esprit de solidarité et de coopération, investit dans l'égalité, le soutien mutuel, généralement la réciprocité, la coordination étroite et l'apprentissage et le développement mutuels, ainsi que le développement par l'apprentissage mutuel. emphase.
Il incorpore le principe dit des "cinq Ne Pas" : la Chine n'intervient pas dans la quête d'un État africain pour suivre la voie du développement la mieux adaptée à sa propre situation, elle n'intervient pas dans les affaires intérieures de son continent, n'impose pas sa volonté à ces pays; en échange d'aide, et ne sont pas motivés par des objectifs politiques égoïstes en matière d'investissement et de financement de la coopération,.

## Le numérique dans le FOCAC
Depuis 2015 et le « plan d’action » issu du FOCAC de Johannesburg, la Chine déploie à l’égard de l’Afrique une stratégie digitale globale et ambitieuse, qui s’article au tour de quatre axes principaux :
- la promotion des entreprises chinoises des technologies de l’information et de la communication (TIC) pour la construction d’infrastructures. Depuis 2018, de nouveaux secteurs de coopération sont également censés devoir intégrer le champ de la coopération (quantique, cloud computing, big data, intelligence artificielle, blockchain). Etant donné la faiblesse des acteurs africains dans ces domaines, la « coopération » devrait probablement consister en la création de marchés destinés aux champions chinois ;
- la coopération en matière de standardisation dans le domaine des TIC, en particulier au sein de l’Union Internationale des Télécommunications (les pays africains comptent 13 sièges sur 48 au sein du conseil de l’UIT, où ils tendent à soutenir les propositions chinoises) ;
- la promotion du modèle chinois de surveillance et de gestion des données personnelles via la mise en place de «villes intelligentes » ;
- la promotion du soft power chinois via la numérisation des services télévisuels et radio, priorité de la coopération sinoafricaine depuis 2012 au moins et dont la société chinoise StarTimes a été la grande bénéficiaire.

## Forums
1. 2000 : Pékin, Chine (du 10 au 12 octobre)[11]
2. 2003 : Addis-Abeba, Éthiopie (15 et 16 décembre)[12]
3. 2006 : Pékin, Chine (du 3 au 5 novembre)[13]
4. 2009 : Charm el-Cheikh, Égypte 8 et 9 novembre)[14]
5. 2012 : Pékin, Chine (19 et 20 juillet)[15]
6. 2015 : Johannesburg, Afrique du Sud (du 3 au 5 décembre)[16]
7. 2018 :  Pékin, Chine (3 et 4 septembre)
8. 2021 :  Dakar, Sénégal (29 et 30 novembre)
9. 2024 : Pékin, Chine (4 au 6 septembre)

### Forum de Johannesburg, 2015
Le sommet du Forum sur la coopération sino-africaine de 2015 s'est tenu les 4 et 5 décembre à Johhanesburg, en Afrique du Sud. L'un des résultats de ce forum est l'annonce du projet « Accès la TV satellite pour dix mille villages africains ».